# John Wainwright
John Wainwright (ur. 20 czerwca 1986 w Alamedzie) – amerykański wioślarz.

## Osiągnięcia
- Mistrzostwa Świata – Poznań 2009 – dwójka bez sternika wagi lekkiej – 11. miejsce[1].
- Mistrzostwa Świata w Wioślarstwie (do 23 lat) – Brandenburgia 2008 – czwórka bez sternika wagi lekkiej – 9. miejsce[2].